# John P. Riley junior
John Patrick „Jack“ Riley (* 15. Juni 1920 in Boston, Massachusetts; † 3. Februar 2016 in Sandwich, Massachusetts) war ein US-amerikanischer Eishockeyspieler und Trainer. Er war Trainer der Eishockeynationalmannschaft der Vereinigten Staaten bei deren erstem Olympiasieg 1960.

## Karriere
Jack Riley begann seine Karriere beim Team der Tabor Academy. Von 1940 bis 1947 spielte er – unterbrochen durch den Dienst in der US Army während des Zweiten Weltkrieges – für das Team des Dartmouth Colleges im US-amerikanischen Hochschulsport. Nachdem er die beiden folgenden Jahre ausschließlich im Dienst der US-Nationalmannschaft stand, ließ er in der Spielzeit 1949/50 seine Karriere bei den Boston Olympics aus der Eastern Hockey League ausklingen.

Logo der Army Black Knights men's, die Riley 36 Jahre lang trainierte.

Nach dem Ende seiner aktiven Laufbahn wurde Riley 1950 von der US Army als Trainer für die Mannschaft der United States Military Academy in West Point, die Army Black Knights men's, verpflichtet. Dort arbeitete er, bis er 1986 in den Ruhestand trat. 1957 und 1960 wurde er mit dem Spencer Penrose Award als bester Trainer der Division I der National Collegiate Athletic Association ausgezeichnet. 1979 wurde er in die United States Hockey Hall of Fame aufgenommen.

### International
Jack Riley vertrat die USA erstmals bei den Olympischen Winterspielen 1948 in St. Moritz, die gleichzeitig auch als Weltmeisterschaft galt. Ein Jahr später war er bei der Weltmeisterschaft als Spielertrainer im Einsatz und gewann mit der Mannschaft hinter der Tschechoslowakei und Kanada die Bronzemedaille.
Für die Olympischen Winterspiele in Squaw Valley 1960 wurde er zum Trainer der US-Auswahl ernannt. Durch ebenso knappe wie überraschende Erfolge gegen Kanada (2:1) und die Sowjetunion (3:2) gewann sein Team erstmals die olympische Goldmedaille. Da das olympische Turnier auch als Weltmeisterschaft galt, war mit dem Turniersieg auch der zweite Weltmeistertitel, den ersten Titel hatten die US-Boys 1933 errungen, verbunden. 2002 wurde er in die IIHF Hall of Fame aufgenommen.

## Erfolge und Auszeichnungen
- 1949 Bronzemedaille bei der Weltmeisterschaft (als Spielertrainer)
- 1957 Spencer Rose Award der National Collegiate Athletic Association
- 1960 Spencer Rose Award der National Collegiate Athletic Association
- 1960 Olympiasieger und Weltmeister bei den Olympischen Winterspielen in Squaw Valley (als Trainer)
- 1979 Aufnahme in die United States Hockey Hall of Fame
- 2002 Aufnahme in die IIHF Hall of Fame